# Мирна (име)
Мирна је словенско женско име настало од именице мир, односно од придева мирна.

## Порекло
Према некима, име Мирна је варијанта имена Мирослава, женског облика мушког имена Мирослав. Постоји такође истоветно име (Myrna), које је келтског порекла и значи „љубљена“.

## Распрострањеност
У Хрватској, Мирна је доста често име и налази се међу двеста најчешћих женских имена. У тој земљи тренутно живи више од две хиљаде таквих имењакиња, и то највише у Загребу, Осијеку и Ријеци. У Словенији је 2007. године било 69 женских особа с именом Мирна. Ово име се такође јавља и у Италији.